# Quando Rondo
Тикьян Террел Боуман (англ. Tyquian Terrel Bowman, 23 марта 1999, Саванна, Джорджия), более известный под псевдонимом Quando Rondo — американский рэпер, певец, и автор песен. Первоначально он привлёк к себе внимание с выходом в январе 2018 года его песни «I Remember» с участием Lil Baby. С тех пор он выпустил три микстейпа «Life B4 Fame» (2018), «Life After Fame» (2018) и «From the Neighborhood to the Stage» (2019). Его песня «Motivation» была показана на популярном YouTube канале WorldStarHipHop.

## Ранняя жизнь
Куандо родился и вырос в Саванне, штат Джорджия. В детстве он проявлял интерес к музыке. В подростковом возрасте он провёл некоторое время в центрах содержания под стражей для несовершеннолетних, и последний раз был освобождён в октябре 2017 года. В то время он решил заниматься музыкой полный рабочий день.
Его сценическое имя — Куандо Рондо. Он также является поклонником баскетболиста Рэджона Рондо. Он вырос, слушая Chief Keef, Collective Soul и Fatboy Slim.

## Карьера
В январе 2018 года он выпустил песню «I Remember» с участием американского рэпера Lil Baby. После этого он выпустил песни «Motivation» и «Paradise». Видеоклипы на все три трека собрали миллионы просмотров на YouTube. 17 апреля 2018 года был выпущен первый микстейп «Life B4 Fame». В альбоме были представлены совместные работы с «ABG», а также Lil Baby, Lil Durk и OMB Peezy. На MyMixtapez за первые два дня после релиза количество прослушиваний достигло миллиона.
В июне 2018 года был выпущен сингл «Kiccin' Shit». Позднее в том же месяце было объявлено, что он стал первым артистом, подписавшим контракт с лейблом YoungBoy Never Broke Again’s Atlantic Records, Never Broke Again, LLC. В августе того же года принял участие с Kevin Gates в записи композиции YoungBoy Never Broke Again «I Am Who They Say I Am». В следующем месяце Куандо участвовал в трёх из четырёх треков альбома 4Loyalty группы YoungBoy Never Broke Again.
24 сентября 2018 года Куандо выпустил свой второй микстейп Before My Time Up. В записи альбома также приняли участие YoungBoy Never Broke Again, Rich Homie Quan, и Boosie Badazz. Вместе с SOB X RBE артист отыграл несколько концертов в рамках турне «Global Gangin» по США в октябре 2018 года.
10 января 2020 года был выпущен дебютный студийный альбом QPac, который дебютировал на 22 месте в чарте Billboard 200. Портал AllMusic охарактеризовал релиз, как «более универсальный и продуманный продукт, нежели его великолепные, но иногда монотонные микстейпы».

## Конфликты

### Иск о нападении
В марте 2019 года на YoungBoy Never Broke Again и Quando Rondo подали в суд на Карла Кейперса, за нападение на их охранника на их концерте в декабре 2018 года. Он работал диджеем и тур-менеджером YoungBoy.

### Убийство King Von
6 ноября 2020 года между командами рэперов King Von и Quando Rondo вспыхнула ссора возле кальянной в Атланте, что привело к перестрелке, в результате которой Вон и ещё два человека погибли. Боуман и его окружение заявили, что они действовали в целях самообороны, а Вон был агрессором. TMZ сообщили, что до стрельбы Quando Rondo дремал в машине возле ночного клуба, он проснулся и узнал, что King Von и его команда агрессивно стремятся к нему и его соратникам. Есть кадры, на которых Вон бьёт команду Боумана перед перестрелкой. Видеокамеры также показали, что Quando Rondo впоследствии помогал Лул Тиму добраться до больницы.
Quando Rondo публично хранил молчание об инциденте до тех пор, пока через две недели после перестрелки он не выпустил свою песню «End of Story» (с англ. — «Конец истории»), в которой он вспоминает стрельбу и заявляет о своей причастности. В песне он говорит, что защищался, и даже выражает поддержку своему другу Тимоти Ликсу, рэперу, также известному как Лул Тим, обвинённому в убийстве Вона. Несмотря на резкую критику, Quando Rondo продолжал публично поддерживать Ликса.

### Стрельба в Лос-Анджелесе
19 августа 2022 года Боумен и его двоюродный брат, известный под именем Lul Pab, как сообщается, были застрелены в Лос-Анджелесе. Брат Боумена был убит в перестрелке.

## Дискография

### Студийный альбом
| Название | Детали                                                                                               | Высшая позиция в чарте | Высшая позиция в чарте |
| Название | Детали                                                                                               | США                    | КАН                    |
| -------- | --- | ---------------------- | ---------------------- |
| QPac     | - Выпущен: 10 января 2020 - Лейбл: Never Broke Again, Atlantic - Формат: Цифровая загрузка, стриминг | 22                     | 78                     |

### Микстейпы
| Название                                                                                 | Детали                                                                                             | Высшая позиция в чарте |
| Название                                                                                 | Детали                                                                                             | США                    |
| ---------------------------------------------------------------------------------------- | -------------------------------------------------------------------------------------------------- | ---------------------- |
| Life B4 Fame                                                                             | - Выпущен: 17 апреля 2018 года - Лейбл: Вне лейбла - Формат: Цифровая загрузка                     | —                      |
| Life After Fame                                                                          | - Выпущен: 24 сентября 2018 года - Лейблы: Never Broke Again, Atlantic - Формат: Цифровая загрузка | 174                    |
| From the Neighborhood to the Stage                                                       | - Выпущен: 10 мая 2019 - Лейблы: Never Broke Again, Atlantic - Формат: Цифровая загрузка           | 29                     |
| Diary of a Lost Child                                                                    | - Выпущен: 26 августа 2020 - Лейблы: Never Broke Again, Atlantic - Формат: Цифровая загрузка       | —                      |
| Before My Time Up                                                                        | - Выпущен: 5 декабря 2020 - Лейбл: Never Broke Again, Atlantic - Формат: Цифровая загрузка         | —                      |
| «—» обозначает запись, которая не попала в чарт или не была выпущена на этой территории. | |                        |

### Синглы

#### Как основной артист
| Год  | Название                            | Альбом          |
| ---- | ----------------------------------- | --------------- |
| 2018 | «I Remember» (при участии Lil Baby) | Life B4 Fame    |
| 2018 | «Motivation»                        | Life B4 Fame    |
| 2018 | «Paradise»                          | Life B4 Fame    |
| 2018 | «ABG»                               | Life B4 Fame    |
| 2018 | «Kiccin’ Shit»                      | Life After Fame |

#### Как гостевый исполнитель
| Название                                                                                     | Год  | Высшие позиции в чарте | Высшие позиции в чарте | Высшие позиции в чарте | Сертификации        | Альбом   |
| Название                                                                                     | Год  | США                    | США R&B                | США Rap                | Сертификации        | Альбом   |
| -------------------------------------------------------------------------------------------- | ---- | ---------------------- | ---------------------- | ---------------------- | ------------------- | -------- |
| «I Am Who They Say I Am» (YoungBoy Never Broke Again при участии Кевин Гейтс и Quando Rondo) | 2018 | 69                     | 24                     | 21                     | Список США: Золотой | 4Respect |